# Tribolodon
Tribolodon és un gènere de peixos de la família dels ciprínids i de l'ordre dels cipriniformes.

## Taxonomia
- Tribolodon brandtii (Dybowski, 1872)
- Tribolodon ezoe (Okada & Ikeda, 1937)
- Tribolodon hakonensis (Günther, 1877)
- Tribolodon nakamurai (Doi & Shinzawa, 2000)[2][3][4][5]